# 1949年逝世人物列表
1949年逝世人物列表：1月 - 2月 - 3月 - 4月 - 5月 - 6月 - 7月 - 8月 - 9月 - 10月 - 11月 - 12月
下面是1949年逝世的知名人士列表。

## 1月

### 4日
- 奥古斯特·普丰特，美国物理学家。

### 6日
- 维克托·弗莱明，美國導演
- 熱納羅·裡格利，義大利演員、導演和編劇

### 7日
- 何塞·拉莫斯·普雷圖，葡萄牙法學家、政治家和葡萄牙第75任總理
- 鹽野季彦，日本律師、政治家和內閣大臣

### 8日
- 梅津美治郎，日本將軍

### 9日
- 馬丁·格拉布曼，德國天主教神父、中世紀學家和歷史學家
- 湯米·漢德利，英國廣播喜劇演員
- 湯姆·朗博特，加拿大奧運選手[1]

### 10日
- 埃裡希·馮·德賴加爾斯基，德國地理學家

### 11日
- 納爾遜·達迪，美國出版商

### 13日
- 愛德華多·巴倫，西班牙工程師、飛行員

### 14日
- 胡安·比洛武契奇，秘魯飛行員
- 哈里·斯塔克·沙利文，美國精神病學家
- 华金·图里纳，西班牙作曲家

### 15日
- 查理斯·龐齊，義大利出生的美國騙子[2]

### 19日
- 威廉·賴特，美國演員

### 21日
- 約瑟夫·考索恩，美國演員

### 22日
- 第二代梅爾切特男爵亨利·蒙德，英國實業家、政治家
- 亨利·斯洛克姆，美國網球運動員

### 23日
- 埃裡希·克洛索夫斯基，德國出生的波蘭歷史學家、畫家

### 28日
- Jean-Pierre Wimille，法國賽車手

### 31日
- 薩本棟(亞棟)，47歲，中華民國中央研究院第一屆(數理科學組)院士。[3]
- 亨利·德弗裡斯，荷蘭演員

## 2月

### 1日
- 赫伯特·斯托哈特，美國作曲家

### 2日
- 佩德羅·保羅·布魯諾，巴西畫家、歌手、詩人和園藝師
- 西奧多羅斯·納齊納斯，希臘語教師

### 3日
- 卡洛斯·奧布利加多，阿根廷詩人、評論家和作家

### 6日
- 阿部弘毅，日本海軍上將
- 烏爾里希·格雷費爾特，德國黨衛軍員警將軍

### 10日
- 第七代倫敦德里侯爵查理斯·范恩-坦佩斯特-斯圖爾特，英國政治家
- 弗朗切斯科·蒂恰蒂，義大利作曲家、鋼琴家、教師和講師

### 11日
- 喬瓦尼·澤納泰羅，義大利歌劇歌手

### 12日
- 哈桑·班納，埃及穆斯林兄弟會創始人（被暗殺）

### 14日
- 費爾南德·德斯普雷斯，法國鞋匠、無政府主義者、記者和活動家

### 15日
- 查理斯·巴塞洛繆，美國漫畫家
- 派特裡夏·里安，英國出生的美國女演員

### 16日
- 翁貝托·布魯內萊斯基，義大利藝術家

### 18日
- 尼塞托·阿尔卡拉-萨莫拉，西班牙律師、政治家和西班牙第6任總統

### 19日
- 菲德里奧·龐塞·德萊昂，古巴畫家

### 21日
- 譚馬拉卡，印尼教師、哲學家、鬥爭聯盟和穆爾巴黨創始人、遊擊隊員和戰士

### 22日
- 費利克斯·德赫雷爾，法裔加拿大微生物學家[4]

### 25日
- 胡安·西瓜諾·博加林，巴拉圭神職人員，羅馬天主教大主教

## 3月

### 2日
- 沙拉金尼·奈都，印度獨立活動家、詩人

### 3日
- 凱莉·阿什頓·約翰遜，美國編輯、作家

### 4日
- 詹姆斯·羅蘭·安吉爾，美國心理學家和教育家

### 7日
- 布拉德伯里·羅賓遜，美國人，他投出了美式橄欖球歷史上的第一個向前傳球

### 9日
- 波旁-兩西西里島的菲力浦親王

### 10日
- 阿爾方斯·胡斯塔什，法國昆蟲學家

### 11日
- 阿納斯塔西奧斯·查拉蘭比斯，希臘將軍，希臘臨時總理
- 亨利·吉罗，法國將軍
- 瓊·拉莫特·德·格裡尼翁，西班牙鋼琴家、作曲家

### 12日
- 奥古斯特·比尔，德國外科醫生[5]

### 15日
- 格奧爾基·佈雷埃斯庫，羅馬尼亞作家

### 16日
- 萊蘭·霍奇森，英國出生的美國演員

### 17日
- 費利克斯·佈雷薩特，德國出生的美國演員

### 19日
- 詹姆斯·薩默維爾，英國海軍上將

### 23日
- 伯顿·杰西·亨德里克，美国作家。

### 25日
- 普魯士王子奧古斯特·威廉
- 傑克·卡普，迪卡唱片公司美國分公司總裁

### 27日
- 埃利舍娃·比霍夫斯基，蘇聯出生的以色列詩人、作家和翻譯家

### 28日
- 阿萊庫·康斯坦丁內斯庫，羅馬尼亞工會會員、記者和激進分子
- 格裡戈拉什·迪尼庫，羅馬尼亞作曲家

### 29日
- 稻畑勝太郎，日本實業家、先驅
- 海倫·霍曼斯，美國網球運動員

### 30日
- 弗里德里希·贝吉乌斯，德國化學家，諾貝爾獎獲得者
- 丹麥哈拉爾王子

## 4月

### 1日
- 伊芙琳·歐文，澳大利亞槍支設計師

### 2日
- 乔治·格雷夫斯，英國喜劇演員
- 錢德拉·莫漢，印度演員
- 弗朗切斯科·帕西內蒂，義大利導演、編劇

### 5日
- 休·艾倫，加拿大政治家

### 6日
- 西摩·希克斯，英國演員

### 7日
- 米哈伊爾·傑尼森科，蘇聯將軍

### 8日
- 聖地牙哥·阿爾巴·博尼法茲，西班牙律師、政治家

### 13日
- 貝爾納多·奧爾蒂斯·德·蒙特利亞諾，墨西哥詩人、文學評論家、編輯和教師

### 15日
- 華理士·勃利，美國演員

### 16日
- 約瑟夫·奧古斯丁·庫什曼，美國地質學家、古生物學家和有孔蟲學家

### 18日
- 威爾·海伊，英國喜劇演員

### 19日
- 吉列爾莫·布伊特拉戈，哥倫比亞作曲家
- 烏爾里希·薩爾喬，瑞典花樣滑冰運動員

### 22日
- 查理斯·米德爾頓，美國演員

### 27日
- 派翠克·萊昂斯，愛爾蘭羅馬天主教主教，牧師

### 28日
- 龐西亞諾·貝爾納多，菲律賓工程師、政治家
- 奧羅拉·奎松，菲律賓第一夫人（被槍殺）
- 羅伯特·魯賓遜，英國化學家
- Hla Thaung，緬甸營長
- 法比安·韋爾，英國帝國戰爭墳墓委員會的創始人

### 29日
- 約翰·雅各·赫斯，瑞士埃及學家、亞述學家
- 卡爾勒·努提拉，芬蘭農民、政治家

## 5月

### 1日
- 約瑟夫·瑪麗亞·朱約爾，安道爾建築師
- 格奧爾基·佩特拉庫，羅馬尼亞畫家

### 4日
- 瓦萊里奧·巴西加盧波，義大利守門員

### 5日
- 長田秀雄，日本詩人、劇作家

### 6日
- 斯坦尼斯瓦夫·格拉布斯基，波蘭經濟學家、政治家
- 桥本国彦，日本作曲家
- 莫里斯·梅特林克，比利時作家，諾貝爾文學獎獲得者

### 9日
- 摩納哥親王路易二世

### 19日
- 保罗·舒尔策-瑙姆堡，德國建築師、畫家、公關人員和政治家

### 20日
- 雅典的達馬斯基諾斯，雅典大主教，希臘第57任總理

### 21日
- 克劳斯·曼，德國作家

### 22日
- 詹姆斯·福里斯特尔，美國海軍和國防部長
- 汉斯·普菲茨纳，德國作曲家[6]

### 23日
- 揚·弗蘭斯·德·博弗，比利時畫家

### 27日
- 罗伯特·李普利，雷普利的信不信由你！創作者

### 30日
- 伊戈爾·貝爾科維奇，蘇聯天文學家

### 日期不詳
- 約旦首相阿卜杜拉·阿拉·西拉傑

## 6月

### 8日
- 納吉布·里哈尼，埃及演員
- 維吉莉亞，德國羅馬天主教修女和聖人

### 9日
- 瑪麗亞·塞博塔里，羅馬尼亞女高音，女演員

### 10日
- 菲利波·西爾維斯特裡，義大利昆蟲學家
- 西格丽德·温塞特，挪威作家，諾貝爾獎獲得者[7]
- 卡爾·沃戈因，奧地利政治家，奧地利第八任總理

### 11日
- 喬瓦尼·喬維亞萊，義大利作曲家

### 12日
- 聖體聖事的瑪麗亞·坎迪達，義大利羅馬天主教宗教人士

### 14日
- 羅素·達迪，美國作家、出版商

### 22日
- 羅伯特·布德里奧茲，法國編劇、導演

### 24日
- Themistoklis Sofoulis，希臘政治家，3次希臘總理

## 7月

### 2日
- 格奥尔基·季米特洛夫，保加利亞共產黨領導人、政治家和保加利亞第32任總理

### 9日
- 弗里茨·哈特，英國作曲家

### 11日
- 科內利烏·德拉加利納，羅馬尼亞將軍

### 12日
- 德格拉斯·海德，愛爾蘭學者、語言學家和學者，愛爾蘭第一任總統

### 15日
- 阿納斯塔西奧斯·達利皮斯，希臘軍官、政治家
- 伊娃·哈伯克，英國女權主義者

### 18日
- 泰德·艾黎，澳大利亞足球運動員
- 弗朗西斯科·哈威爾·阿拉納，瓜地馬拉軍官[8][9]
- 维捷斯拉夫·诺瓦克，捷克作曲家

### 19日
- 弗兰克·墨菲，美國政治家，美國最高法院大法官[10]

### 21日
- 切薩雷·福米奇，義大利男中音

### 23日
- 姉崎正治，日本學者

### 24日
- 尼爾斯·奧斯滕森，瑞典奧運越野滑雪運動員
- 艾達·貝克，澳大利亞女高音、歌唱教師和雜耍明星

### 25日
- 烏巴爾多·索杜，義大利將軍[11]

### 26日
- 琳達·阿維森，美國女演員

### 27日
- 埃勒里·哈丁·克拉克，美國奧運運動員

### 29日
- 約瑟夫·科什塔，匈牙利畫家

### 30日
- 斯托揚·達涅夫，保加利亞第13任總理
- 阿爾賓·安德森，瑞典農民、經理和政治家
- 維森塔·查韋斯·奧羅斯科，墨西哥羅馬天主教宗教人士

### 31日
- 阿爾弗雷德·巴什福德，英國板球運動員

## 8月

### 3日
- 伊格諾圖斯，匈牙利編輯、作家

### 4日
- 利貝拉托·平托，葡萄牙第78任總理

### 5日
- 歐內斯特·富爾諾，法國化學家、藥理學家

### 9日
- 古斯塔夫·布萊奇，德國出生的美國醫生、外科醫生
- 哈裡·達文波特，美國演員
- G.E.M.斯庫斯，英國若蟲飛蠅釣的發明者
- 愛德華·桑代克，美國心理學家

### 10日
- 荷馬·伯頓·阿德金斯，美國化學家

### 12日
- 喬治·克魯斯，澳大利亞演員、導演

### 14日
- 穆赫辛·巴拉齊，敘利亞學者、律師、政治家和敘利亞第24任總理
- 胡斯尼·扎伊姆，敘利亞軍人、政治家，敘利亞第23任總理和敘利亞第9任總統

### 16日
- 拉蒙·布里奧內斯·盧科，智利律師、政治家
- 玛格丽特·米切尔，美國作家 (《亂世佳人》)

### 18日
- 保羅·馬雷斯，美國音樂家

### 20日
- 路德維希·哈爾伯施泰特，德國出生的以色列放射科醫生

### 22日
- 阿馬多·阿吉雷·聖地牙哥，墨西哥將軍、政治家

### 23日
- 多明戈·迪亞斯·阿羅塞梅納，巴拿馬政治家，巴拿馬第12任總統
- 赫伯特·格林菲爾德，加拿大政治家，阿爾伯塔省第四任省長

### 27日
- 阿不都克里木·阿巴索夫，中國政治家
- 上村松園，日本藝術家

### 29日
- 金九，大韓民國國父。
- 弗朗西斯科·拉蒂尼克，波蘭將軍

### 30日
- 亞瑟·菲爾德，英國板球運動員
- 漢斯·金德勒，美國大提琴家、指揮家
- 塞瓦斯蒂·基里亞齊，阿爾巴尼亞教育家、女權活動家

## 9月

### 7日
- 何塞·克莱门特·奥罗斯科，墨西哥畫家

### 8日
- 理查德·施特劳斯，德國作曲家（又名查拉圖斯特拉）

### 10日
- 威利·布朗特·拉特利奇，美國最高法院大法官

### 12日
- 哈裡·伯利，美國作曲家
- 埃裡克·阿道夫·馮·維勒布蘭德，芬蘭醫生

### 13日
- 何塞·伊格納西奧·卡德納斯，委內瑞拉外交官、醫生
- 奧古斯特·克羅，丹麥動物生理學家，諾貝爾生理學或醫學獎獲得者

### 14日
- 戈特弗里德·格拉夫·馮·俾斯麥-舍恩豪森，德國抵抗運動人物
- 潘代利·埃万杰利，阿爾巴尼亞政治家，阿爾巴尼亞第七任總理

### 15日
- 海妮·貝肯多夫，美國棒球捕手

### 17日
- 杨虎城，中国国民党将领，西安事變叛將之一，被蔣中正下令處決於重慶中美合作所之戴公祠。

### 18日
- 弗兰克·摩根，美國演員

### 19日
- 威爾·庫比，美國幽默家
- 喬治·希爾斯，愛爾蘭作家
- 尼科斯·斯卡尔科塔斯，希臘作曲家

### 20日
- 理查·迪克斯，美國演員

### 22日
- 山姆·伍德，美國導演

### 24日
- 皮埃爾·德·布雷維爾，法國作曲家

### 25日
- 彼得·尼爾森，丹麥演員

### 27日
- 大衛·阿德勒，美國建築師

### 28日
- 雅典大主教 Chrysanthus
- 埃米爾·埃德，黎巴嫩第四任總理，第三任總統

## 10月

### 1日
- 尼基塔·布德卡，蘇聯羅馬天主教主教，殉道者和祝福者
- 巴迪·克拉克，美國流行歌手

### 2日
- 路易士·阿米南·佩雷斯，西班牙政治家

### 4日
- 費德里科·貝爾特蘭·馬斯，西班牙畫家

### 6日
- 澳大利亞大都會蒂莫西奧斯，希臘東正教神父，主教
- 羅伯特·威爾遜·林德，愛爾蘭記者和作家[12]

### 7日
- 馬蒂烏·拉塔納，紐西蘭政治家

### 8日
- 格奧爾基·米羅內斯庫，羅馬尼亞政治家，羅馬尼亞第33任總理

### 9日
- 埃馬努埃萊·福阿，義大利工程師、物理學家

### 14日
- 弗里茨·莱伯，美國演員
- 羅曼·利斯科，蘇聯羅馬天主教和東正教神父，殉道者和祝福者

### 15日
- 埃爾默·克利夫頓，美國演員、導演
- 拉依克·拉斯洛，匈牙利共產黨政治家，前外交部長（已處決）
- 雅克·科波，法國演員、製片人、導演和劇作家

### 17日
- 奧雷爾·阿爾迪亞，羅馬尼亞將軍和政治家

### 21日
- 錫耶納聖凱薩琳的蘿拉，哥倫比亞羅馬天主教宗教人士和聖人

### 22日
- 克雷格·雷諾茲，美國演員

### 23日
- 阿爾曼佐·懷爾德，美國作家，蘿拉·英格爾斯·懷爾德的丈夫
- 約翰·羅伯特·克萊恩斯，英國工會會員、工黨政治家

### 27日
- 弗朗齊謝克·哈拉斯，捷克斯洛伐克散文家、詩人和翻譯家
- 吉內特·內沃，法國小提琴家

### 28日
- 马塞尔·塞尔当，法國職業拳擊手（在飛機失事中喪生）
- 耶路撒冷以色列族長古雷

### 29日
- 喬治·葛吉夫，蘇聯精神導師
- 中島知久平，日本海軍軍官、工程師和政治家，中島飛機公司創始人

### 31日
- 因德里赫·畢西克，捷克斯洛伐克作家
- 洛倫佐·馬薩，阿根廷羅馬天主教神父和祝福
- 小爱德华·斯特蒂纽斯，美國國務卿

## 11月

### 11月
- 瑪麗亞·約瑟夫·索菲亞·德·伊圖爾比德，墨西哥皇室首腦

### 3日
- 威廉·德斯蒙德，愛爾蘭演員
- 所羅門·古根海姆，美國慈善家

### 4日
- 埃琳娜·阿裡茲門迪·梅希亞，墨西哥女權主義者和中立白十字會的創始人
- 瓦爾特·馮·邦斯特滕，瑞士童子軍協會創始人

### 5日
- 阿卜杜勒海珊·哈希爾，伊朗第54任總理

### 8日
- 奧古斯特·哈根巴赫，瑞士物理學家

### 11日
- 阿加恩·蒙，泰國佛教僧侶
- 卡洛斯，兩西西里國王弗朗切斯科二世的姪子
- 伊格內修斯·斯特列茨基，蘇聯考古學家、歷史學家和研究員

### 12日
- 沃爾特·布赫，德國黨衛軍將軍

### 14日
- 江竹筠，人稱江姐，中國共產黨黨員。在中國人民解放軍包圍重慶時，被國民黨特工處決。

### 15日
- 刺殺圣雄甘地的納圖拉姆·戈德斯和他的同夥納拉揚·阿普特

### 19日
- 詹姆斯·恩索爾，比利時畫家

### 20日
- 若槻禮次郎，日本第25代和第28任首相

### 23日
- 巴伐利亞王子路德維希·斐迪南

### 25日
- 水野錬太郎，日本政治家、政治家和內閣大臣
- 比爾·羅賓遜，非裔美國舞蹈家

### 27日
- 查理斯·哈內爾，美國新思想作家和商人[13]
- 文森佐·伊羅利，義大利畫家
- 馬丁·本諾·施密特，德國病理學家

### 30日
- 愛琳·范布魯，英國女演員

## 12月

### 3日
- 菲力浦·巴里，美國劇作家
- 瑪麗亞·烏斯彭斯卡婭，蘇聯女演員，表演教師

### 5日
- 亞瑟·貝德福德，英國海軍軍官

### 6日
- 哈迪·威廉·萊德貝特，非裔美國藍調音樂家
- 何塞·瑪麗亞·澤萊東·布雷內斯，哥斯大黎加政治家、詩人、作家和記者

### 7日
- 雷克斯·比奇，美國小說家、劇作家和奧運會水球運動員

### 8日
- 喬治·巴恩斯，澳大利亞商人、政治家

### 11日
- 克里希納·錢德拉·巴塔查里亞，印度哲學家
- 瑪麗安·格茲博夫斯基，波蘭皮膚科醫生

### 16日
- 西德尼·奧爾科特，加拿大電影導演
- 李·懷特，美國演員

### 22日
- 曼努埃爾·加繆，菲律賓律師、政治家

### 23日
- 亞瑟·艾亨倫，德國化學家
- 費利克斯·考夫曼，奧地利出生的美國哲學家

### 24日
- 格特魯德·培根，英國博學家和航空先驅

### 25日
- 萊昂·施萊辛格，美國製片人、電影製片人

### 26日
- 朱利葉斯·勃蘭特，奧地利演員

### 27日
- 安東尼·波尼科夫斯基，波蘭院士、政治家和波蘭第7任總理

### 28日
- 赫維·艾倫，美國作家
- 瑪莎·阿特維爾，美國電台台長[14][15]
- 杰克·洛夫洛克，紐西蘭奧運運動員

### 30日
- 利奧波德四世，利珀親王

### 31日
- 約瑟夫·瑪麗亞·奧亨塔勒，奧地利建築師、畫家、繪圖員和版畫家
- 雷蒙德·瓦爾格雷，愛沙尼亞作曲家、音樂家

## 日期不詳
- 康斯坦丁·阿塔納塞斯庫，羅馬尼亞將軍
- 約旦首相阿卜杜拉·阿拉·西拉傑
- 歐內斯特·斯皮巴克，美洲原住民藝術家[16]
- 張海鵬，中國和滿洲國將軍（被處決）